# Mimmo Calopresti
Mimmo Calopresti, född 1955 i Polistena, Kalabrien, är en italiensk filmregissör, filmproducent och skådespelare. Han har regisserat 16 filmer sedan 1987. En av hans mest kända filmer, The Second Time, visades 1996 på Cannes Film Festival.

## Filmografi
- The Second Time (1995)
- I Prefer the Sound of the Sea (2000)